# Juanma Navas
Juanma Navas (Madrid, 12 de septiembre de 1962) es un actor español, muy conocido por interpretar el papel de Ramón Palacios Jarabo en la telenovela Acacias 38.

## Biografía
Juanma Navas nació el 12 de septiembre de 1962 en Madrid (España), y además de la actuación también se dedica a la música y al teatro.

## Carrera
Juanma Navas a la edad de diecisiete años comenzó a estudiar para ser actor y es liceinciado por la Real Escuela Superior de Arte Dramático de Madrid (RESAD). Ha actuado en más de cuarenta obras de, donde participó en la obra Los desvaríos del verano dirigida por José Gómez y en La verdad sospechosa con la compañía nacional de teatro clásico. A lo largo de su carrera ha actuado en diversas series de televisión como en 1996 en El club de los listillos, en 1997 y 1998 en Calle nueva, en 1999 en A las once en casa, en 2003 en Aquí no hay quien viva, en 2003, en 2005, en 2008 y en 2012 en Hospital Central, en 2004 en Ana y los 7, en 2005 en Motivos personales, en 2007 en MIR, en 2006 y 2007 en Planta 25, en 2007 en Hermanos y detectives, en 2008 en Fuera de lugar, en Herederos y en La tira, en 2009 en 90-60-90, diario secreto de una adolescente, en 2010 en La huella del crimen, en 2011 en No lo llames amor... llámalo X, en Homicidios y en Museo Coconut, de 2011 a 2013 en Gran Hotel, en 2011 y 2018 en 14 de abril. La República, en 2012 en Águila Roja, en 2013 en Frágiles, en El tiempo entre costuras y en Tierra de lobos, en 2014 en Víctor Ros y en El Rey, en 2015 en B&b, de boca en boca y en 2017 en El incidente. También actuó en miniseries de televisión como en 2002 en Viento del pueblo. Miguel Hernández, en 2010 en La duquesa y en 2011 en El asesinato de Carrero Blanco. También participó en telenovelas como en 2007, 2013 y 2014 en Amar en tiempos revueltos, en 2011 en El secreto de Puente Viejo y de 2015 a 2021 en Acacias 38. Además de haber actuado en diversas series y miniseries de televisión, también participó en diversas películas como en 1995 en Dame fuego, en 1996 en Dame algo, en 2001 en Sólo mía, en 2011 en No lo llames amor... llámalo X y en La voz dormida, en 2017 en El guardián invisible, en 2019 en Legado en los huesos y en 2020 en Rosalinda, mientras que en 2017 protagonizó la cortometraje Nadie.

## Filmografía

### Cine
| Año  | Título                         | Personaje                    | Director                 |
| ---- | ------------------------------ | ---------------------------- | ------------------------ |
| 1995 | Dame fuego                     |                              | Héctor Carré             |
| 1996 | Dame algo                      | Periodista 4                 | Héctor Carré             |
| 2001 | Solo mia                       |                              | Javier Balaguer          |
| 2011 | No lo llames amor... llámalo X | Dtr. banco                   | Oriol Capel              |
| 2011 | La voz dormida                 | Mateo Ruiz                   | Benito Zambrano          |
| 2017 | El guardián invisible          | Teniente Padua Guardia Civil | Fernando González Molina |
| 2019 | Legado en los huesos           | Teniente Padua               | Fernando González Molina |
| 2020 | Rosalinda                      | Noble 2                      | Ramón Luque              |

### Televisión
| Año             | Título                                      | Personaje                          | Notas          |
| --------------- | ------------------------------------------- | ---------------------------------- | -------------- |
| 1996            | El club de los listillos                    | Abogado defensor                   | 2 episodios    |
| 1996            | El club de los listillos                    | Director del zoo                   | 2 episodios    |
| 1997-1998       | Calle nueva                                 | Vendedor Licor                     | 3 episodios    |
| 1999            | A las once en casa                          |                                    | 1 episodio     |
| 2002            | Viento del pueblo. Miguel Hernández         | Secretario Juzgado                 | 1 episodio     |
| 2003            | Aquí no hay quien viva                      | Funcionario del ayuntamiento       | 1 episodio     |
| 2003            | Hospital Central                            | Dirigente de la Fundación Marquina | 4 episodios    |
| 2005            | Hospital Central                            | Hombre infartado travesti          | 4 episodios    |
| 2008            | Hospital Central                            | Padre de Raúl                      | 4 episodios    |
| 2012            | Hospital Central                            | Teodoro                            | 4 episodios    |
| 2004            | Ana y los 7                                 | Profesor Universidad               | 1 episodio     |
| 2005            | Motivos personales                          | Vicente                            | 2 episodios    |
| 2006-2007       | Planta 25                                   | Periodista                         | 3 episodios    |
| 2007            | MIR                                         | Doctor Calleja                     | 2 episodios    |
| 2007            | Hermanos y detectives                       | Paco                               | 1 episodio     |
| 2007, 2013-2014 | Amar en tiempos revueltos                   | Elías Torrijos                     | 46 episodios   |
| 2007, 2013-2014 | Amar en tiempos revueltos                   | Doctor Izquierdo                   | 46 episodios   |
| 2008            | Fuera de lugar                              | Policía                            | 1 episodio     |
| 2008            | Herederos                                   | Detective                          | 1 episodio     |
| 2008            | La tira                                     | Policía                            | 1 episodio     |
| 2009            | 90-60-90, diario secreto de una adolescente | Antonio                            | 5 episodios    |
| 2010            | La huella del crimen                        | Policía 2                          | 1 episodio     |
| 2010            | La duquesa                                  | Ortega y Gasset                    | 2 episodios    |
| 2011            | El secreto de Puente Viejo                  | Don Amadeo                         | 1 episodio     |
| 2011            | El asesinato de Carrero Blanco              | Manuel - Peluquero                 | 2 episodios    |
| 2011            | Homicidios                                  |                                    | 1 episodio     |
| 2011            | Museo Coconut                               | Francisco Villena                  | 1 episodio     |
| 2011-2013       | Gran Hotel                                  | Cura                               | 5 episodios    |
| 2011, 2018      | 14 de abril. La República                   |                                    | 7 episodios    |
| 2012            | Águila Roja                                 | Secretario Calderón                | 1 episodio     |
| 2013            | Frágiles                                    | Médico                             | 1 episodio     |
| 2013            | El tiempo entre costuras                    | Patricio Rubio                     | 1 episodio     |
| 2013            | Tierra de lobos                             | Juez Olmedo                        | 1 episodio     |
| 2014            | Víctor Ros                                  | Comandante Estebaranz              | 1 episodio     |
| 2014            | El Rey                                      |                                    | 1 episodio     |
| 2015            | B&b, de boca en boca                        | Asesor Financiero                  | 1 episodio     |
| 2015-2021       | Acacias 38                                  | Ramón Palacios Jarabo              | 1483 episodios |
| 2017            | El incidente                                | Leo                                | 2 episodios    |
| 2025            | La Favorita 1922                            | Don Amancio                        | 9 episodios    |

### Cortometrajes
| Año  | Título | Personaje | Director              |
| ---- | ------ | --------- | --------------------- |
| 2017 | Nadie  | Inspector | Diego Corral-Espinosa |

## Teatro
{TEATRO 
PROTAGONISTA
1988 		TE QUIERO ZORRA. NO ES VERDAD, de Francisco Nieva. Compañía Francisco Nieva, dirigida por Juanjo Granda. Círculo de Bellas Artes. 
1989 		SERES DE AIRE Y FUEGO. Cuentos tradicionales. Compañía Corrales de Comedias, dirigida por Juan Pedro de Aguilar. Teatro Carlos III del Escorial. 
1991		UN BOBO HACE CIENTO, de A. de Solís. Cía Clásicos Infrecuentes, dirigida por Juan Miguel Ruiz. Alcalá de Henares
1992			LOS SIETE CONTRA TEBAS de Esquilo. Dirigida por Paco Suárez para Espectáculos Ibéricos. Estreno en el Teatro Romano de Mérida en su papel protagonista
	SUBURBANIA de H. Kureishi. Cía Yacer Teatro. Dirección de Pablo Calvo. Muestra Alternativa Festival de Otoño. Sala Cuarta Pared
1994		HIROSHIMA, MON AMOUR. Estreno absoluto de la versión teatral de la obra de Marguerite Duras en el Anfiteatro Romano de Mérida.  Entrecajas Teatro. Dirección de José Paez.
1998/99     	 	OBLIGADOS Y OFENDIDOS, de Rojas Zorrilla. Coprod. RESAD Y CNTC. Estreno en Almagro y Teatro de la Comedia de Madrid. Dir.: Juanjo Granda
	EL PAJARO DE PLATA,  de Miguel Murillo. Dir.: Etelvino Vázquez para Suroeste Teatro y Samarkanda. Estreno Festival Argentaria Madrid
2001	LOS EMPEÑOS DE UNA CASA, de Sor Juana Inés de la Cruz. Dirección de Ignacio García para La Strada. Teatro Rojas de Toledo.
2002	ALMAS MUERTAS, de Nicolai Gogol, en versión y dirección de Paco Obrgón 
Cómicos Teatro.
2004	           EL GRAN TEATRO DEL MUNDO, de Calderón de la Barca. Dirección de
Juan Pedro de Aguilar para la Catedral de Toledo en las fiestas del Corpus.
2005	           LA CANTATA DEL CAFÉ, de J.S. Bach. Idea de Ignacio García
2006	           LA GRAN CENOBIA, de Calderón. Dir. Carlos Alonso para la cía Jose´Estruch
2007	-           	EL JUEGO DEL AMOR Y DEL AZAR. De Marivaux. Dir. Javier Mateo para La 		Ruta Teatro
2022 /23 LA LENGUA EN PEDAZOS de Juan Mayorga. Dirección de Ignacio garcia
2023		MUELLE OESTE DE Bernard Marie Koltes. Almaviva Teatro. Dir de Cesar Barló
PAPEL PRINCIPAL
1993/94 	LAS DE CAÍN, de los Hnos. Quintero. Dirección de Juan Carlos Pérez de la Fuente. Teatro de La Latina.
1995 	
	ES MI HOMBRE, de Carlos Arniches. Dirección de Juan Carlos Pérez de la Fuente. Teatro La Latina.
	PLAZA ALTA, de Blanca Suñen y Francisco Suárez.  Dir. de Fco. Suárez para Entrecajas Teatro. Estreno en el Teatro Albéniz.
1999		      MOJIGANGA DE LAS VISIONES DE LA MUERTE.  ATC de la RESAD
	EL RUFIAN CASTRUCHO, de Lope de Vega. CIA JOSE ESTRUCH-RESAD. Dir.:   Antonio Malonda-Juanjo Granda
2000 		PATO A LA NARANJA. Dirección de Tomás Gayo y Julio Escalada. A CONTRALUZ PRODUCCIONES. TEATRO REAL CINEMA.
2001	 	LOS EMPEÑOS DEL MENTIR, de Hurtado de Mendoza. Cia JOSÉ 	ESTRUCH- RESAD bajo la dirección de Ignacio García
	 MISERICORDIA, de Benito P. Galdós. Dirección de Manuel Canseco para E.V.
2002	EL ESCONDIDO Y LA TAPADA, de Calderón. Dir.: Manuel Canseco para E.V.
2011/2012	FAIR PLAY, de Antonio Rojano. Dir.: Antonio C. Guijosa para RAJATABLA
2011/2012	DON JUAN TENORIO EN LA PLAZA DE LA CEBADA. Dir. De César Barló
2014!15/16	LOS DESVARIOS DEL VERANEO. Goldoni. Dir de José Gómez fFiha, Venezia 
2018		BEATRICE.. Goldoni. Dir. De Jose Gomez Friha Venezia Teatro
PAPEL SECUNDARIO
1990	LA NOCHE TOLEDANA, de Lope de Vega. COMPAÑÍA NACIONAL DE TEATRO CLÁSICO. Dirección de Juan Pedro de Aguilar.Estreno en el Corral de Comedias de Almagro.
1999	UNA MUJER SIN IMPORTANCIA, de Oscar Wilde. Dirección de Julio Escalada y Tomás Gayo. Estreno en el Teatro Juan Bravo de Segovia	
2002		MANUSCRITO ENCONTRADO EN ZARAGOZA, de Francisco Nieva. Dirección de Francisco Nieva para El Centro Dramático Nacional
2006		EL DESEO BAJO LOS OLMOS, de Eugene O´Neill. Dir: Francisco Suárez
PAPEL DE REPARTO
1987 		LAS AVENTURAS DE TIRANTE EL BLANCO, versión de Francisco Nieva, dirigida por él mismo. Estreno en el Teatro Romano de Mérida
1997	PELO DE TORMENTA de Francisco Nieva. Producción del CDN, TEATRO MARÍA GUERRERO, bajo la dirección de Juan Carlos Pérez de la Fuente.
2005                    -  ROMANCE DE LOBOS, DE VALLE INCLAN. PROD. DEL TEATRO 
ESPAÑOL DE MADRID. DIRECCIÓN DE ANGEL FACIO
		-FLOR DE OTOÑO, DE RODRIGUEZ MENDEZ. CDN. DIR. IGNACIO GARCIA
2013		LA VERDAD SOSPECHOSA, DE RUIZ DE ALARCON. CNTC. DIR.: HELENA PIMENTA
PEQUEÑAS PARTES
1983		TITO ANDRÓNICO, versión de Manuel Martínez Mediero sobre el texto de Shakespeare, dirigido por Antonio Corencia. Templo de Debod.
1984		LA ASAMBLEA DE LAS MUJERES, versión de Alberto Miralles sobre la obra de Aristófanes, dirigido por José Manuel Alvarez. Templo de Debod.
1991		LISÍSTRATA, de Aristófanes, compañía y dirección de Juan Pedro de Aguilar. Estreno en el Teatro Romano de Mérida.
ZARZUELA 
PROTAGONISTA
1995		 VIENTO ES LA DICHA DE AMOR. Zarzuela barroca de José de Nebra. Reposición en su papel protagonista. Dirigida por Juanjo Granda. Teatro Juan Bravo (Segovia).
2000	              TRES ENREDOS DE AMOR (UN ENSAYO DE TONADILLAS ) de Blas de Laserna. Dirección escénica de Juanjo Granda y musical de Germán Torrellas. Prod. del TLN de la Zarzuela estrenado en el Teatro de la RESAD.
PAPEL SECUNDARIO 
1992		VIENTO ES LA DICHA DE AMOR. Zarzuela barroca de José de Nebra. Prod. del Consorcio Madrid Capital Cultural. Dir.: Juanjo Granda. Teatro de la Vaguada, Madrid 
2000	LA PATRIA CHICA,  DE CHAPÍ. PROD. DEL T. DE LA ZARZUELA. DIRECCIÓN DE JUANJO GRANDA. TEATRO DE LA ZARZUELA
2004		LA MALA SOMBRA Y EL MAL DE AMORES, DE SERRANO Y LOS HNOS. QUINTERO
PROD. DEL TEATRO DE LA ZARZUELA CON DIRECCIÓN DE FRANCISCO NIEVA.
PAPEL DE REPARTO
1992	LA PATRIA CHICA Y EL DÚO DE LA AFRICANA, de Chapí y Fdez Caballero. Prod. del TLN de la Zarzuela. Dirección de Juanjo Granda. Teatro de la Vaguada. 
PEQUEÑAS PARTES
1991	LA REVOLTOSA Y EL DÚO DE LA AFRICANA, de Chapí y Fdez. Caballero. TLN de la Zarzuela. Dirigidas por Juanjo Granda.
OPERA
PROTAGONISTA
2008/09	LA HISTORIA DEL SOLDADO, de I.Stravinsky. Dir, Juanjo Granda para la ONE